# Christopher Reid

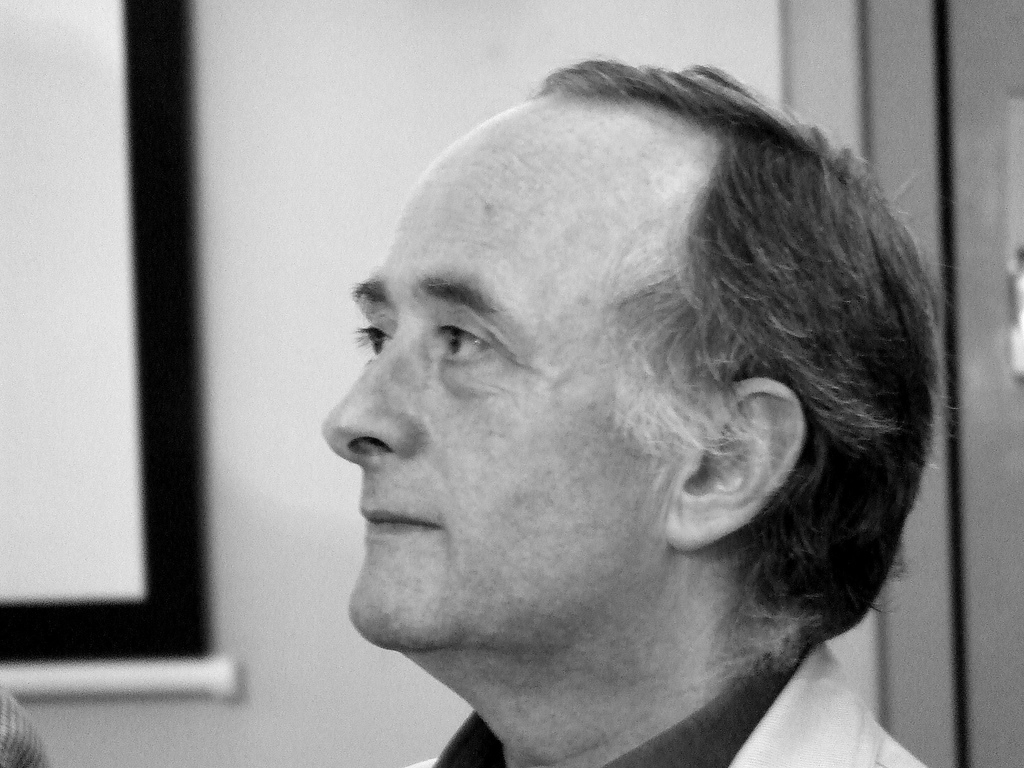
Christopher Reid

Christopher Reid (ur. 13 maja 1949 w Hongkongu) – poeta i edytor angielski.
Urodził się na Dalekim Wschodzie, ale edukację odebrał w Anglii, Studiował na Uniwersytecie Oksfordzkim (Exeter College). Jednym z jego nauczycieli akademickich był Craig Raine.
Reid, obok Craiga Raine'a, uważany jest za czołowego przedstawiciela poetyckiej "Szkoły Marsjan", chętnie uniezwyklającego codzienną rzeczywistość i starającego się na nią patrzeć tak, jakby widział ją po raz pierwszy w życiu.
W tomie Katerina Brac stworzył fikcyjną poetkę z Europy Środkowo-Wschodniej, która jest autorką przedstawioną drukowanych w tomie wierszy. Pisze również dla czytelnika dziecięcego. Za Arkadię otrzymał Somerset Maugham Award i Hawthornden Prize

## Publikacje
Tomy wierszy
- Arcadia (1979)
- Pea Soup (1982)
- Katerina Brac (1985)
- In The Echoey Tunnel (1991)
- Universes (1994)
- Expanded Universes (1996)
- Two Dogs on a Pub Roof (1996)
- Mermaids Explained (2001)
- For and After (2003)
- Mr Mouth (2005)
- A Scattering (2009)
- The Song of Lunch (2009)

Dla dzieci
- All Sorts (1999)
- Alphabicycle Order (2001)

Prace edytorskie
- The Poetry Book Society Anthology 1989-1990 (1989)
- Sounds Good: 101 Poems to be Heard (1990)
- The May Anthology of Oxford and Cambridge Poetry 1997 (1997)
- Not to Speak of the Dog: 101 Short Stories in Verse (2000)
- Selected Letters of Ted Hughes (2007)

## Recepcja polska
Wiersze Reida tłumaczyli na polski Leszek Engelking i Jerzy Jarniewicz. W 2002 ukazał się w ich przekładzie tom Katericna Brac.